# آدام موسری
آدام موسری (به انگلیسی: Adam Mosseri) یک کارآفرین آمریکایی–اسرائیلی است که قبلاً به عنوان مدیر اجرایی در فیسبوک مشغول به کار بود. او مخصوصاً برای ایجاد خبرخوان این اپلیکیشن شناخته شده‌است. موسری یک هفته پس از اعلام استعفای غیرمنتظره کوین سیستروم و مایک کریگر، بنیانگذاران اینستاگرام توسط فیسبوک در اکتبر ۲۰۱۸ (مهرماه ۱۳۹۷) به عنوان رئیس جدید اینستاگرام انتخاب شد.
آدام موسری در شهر نیویورک متولد شده است و تحصیلاتش را در دانشگاه نیویورک و در رشته‌ی طراحی اطلاعات به اتمام رسانده است. رشته‌ٔ تحصیلی او، ارتباط بسیار  نزدیک و مستقیمی با شغل‌های بعدی او دارد. در واقع طراحی اطلاعات به ‌معنی استفاده از طرح های گرافیکی و دیگر ابزارها برای نشان دادن دقیق تر وبهتر اطلاعات است.
این رشته‌ٔ تحصیلی سبب میشود تا ارائه‌ی داده و اطلاعات را به صورتی بهینه‌سازی کند تا بهترین تجربه‌ی کاربری در مواجهه با آنها نیز رقم بخورد. موسری بعد از فارغ‌التحصیلی از دانشگاه در سال۲۰۰۶ وارد آکادمی هنر سان‌فرانسیسکو شد.
از مسئولیت‌های او در این آکادمی نوعی آموزش به‌همراه تحصیل بود. او در سال ۲۰۰۲ همزمان با تحصیل، آژانس مشاوره‌ٔ طراحی‌های مخصوص خودش به اسم Blank Mosseri را تأسیس کرد و به عنوان سمت مدیریت در آن مشغول فعالیت شد. سرنوشت بعدی آدام در سال ۲۰۰۷ رقم خورد. او در آن سال به عنوان مسئول طراح محصول و رابط کاربری وارد تیم شرکت TokBox شد. این استارتاپ اکنون نیز فعالیت دارد و خدمات متنوعی را برای ارائه‌ی ویدیو، صوت و پیام‌رسانی در داخل ‌سایت‌ها و اپلیکیشن‌ها عرضه می‌کند.
موسری ۳۸ ساله که مجله بیزینس اینسایدر در سال ۲۰۱۵ او را «بازیکن قدرتی» فیس‌بوک نامیده بود،همراه با همسرش مونیکا و سه پسرشان در سانفرانسیسکو زندگی می‌کنند. آدام و مونیکا به امور خیریه علاقمندند و در خیریه‌های محلی از جمله پروژه شانتی – که موسسه‌ای مردم‌نهاد برای کمک به افراد مبتلا به ایدز و سرطان است- مشارکت می‌کنند.